# Barbara May
Barbara May, anfangs auch als Babsi May geführt (* 28. April 1961 in Wien) ist eine österreichische Schauspielerin und Schauspielpädagogin.

## Leben
Barbara May begann im Alter von 12 Jahren mit dem Ballettunterricht, wechselte jedoch bald die Schule, als sie mit 14 Jahren Heide Steinwachs kennenlernte. Letztere war unter anderem im Jahre 1972 gemeinsam mit Bob Fosse und Liza Minnelli maßgeblich an der Produktion des Filmklassikers „Cabaret“ beteiligt. Die junge Barbara May wurde von Heide Steinwachs sowie von Rolf Kutschera und Marianne Mendt gefördert und übernahm bereits im Alter von 16 Jahren die Funktion einer Trainingsassistentin im Theater an der Wien. Im Jahre 1978 wurde sie von der größten deutschen Jugendzeitschrift „Bravo“ als „Bravo-Mädchen des Jahres“ entdeckt. Bei diesem „Bravo-Teenwahl“-Bewerb in der Dortmunder Westfalenhalle trat Barbara May im Gegensatz zu ihren Mitbewerberinnen als Tänzerin bzw. mit Stepptanz-Einlagen auf und überzeugte damit die Jury derart, dass ihr der Erste Preis verliehen wurde. Der Filmproduzent Dieter Geissler wurde so auf die Begabung von Barbara May aufmerksam und engagierte sie als Tänzerin und Schauspielerin für den Film Disco-Fieber (zur Musik der Gruppe „Boney M“, die mit diesem Film eine LP mit ihren bekanntesten Hits präsentierte).
Edith Leyrer und Marianne Mendt setzten sich dafür ein, dass Barbara May nunmehr die Leitung der Tanzschule übernahm. Diese brach daher ihre Schulausbildung (Handelsakademie in der Hörlgasse) vorzeitig ab und gründete das „Dance Center Barbara May“.
Als Barbara May von der deutschen Agentur Jovanovic als Schauspielerin aufgenommen wurde und in der Folge die Rollenangebote rapide zunahmen, konnte sie ihr „Dance Center“ nicht mehr weiterführen, und der Wechsel zum Schauspielberuf war endgültig vollzogen.
Während der Dreharbeiten zu dem Film „Goldene Zeiten, bittere Zeiten“ (1983; Regie: Michael Braun) lernte sie ihren Mann Wolf Roth kennen. Am 26. Oktober 1993 wurde ihr Sohn David Christopher Roth geboren. Nach einer Zeit, in der sich Barbara May vorwiegend ihrer Familie widmete, entschied sie sich, eine bilinguale Ausbildungseinrichtung zu schaffen, welche insbesondere den Anforderungen des Filmschauspielerberufes entspricht, und gründete am 31. Oktober 1999 in Wien die Filmakademie 1st Filmacademy zur Ausbildung von Nachwuchsschauspielern, die bis 2024 und zur Insolvenz der music support group GmbH, zu der auch die filmacademy Wien gehört, Bestand hatte.

## Filmografie (Auswahl)
- 1979: Disco-Fieber
- 1980: Zärtlich aber frech wie Oskar
- 1981: Ein Kaktus ist kein Lutschbonbon
- 1983: Goldene Zeiten – Bittere Zeiten (TV)
- 1984: Marilyn – Regie: Ralf Huettner
- 1985: Il Generale – Regie Lugi Manghi
- 1986: Mino – Ein Junge zwischen den Fronten (Mino)
- 1987: Maupassant – Regie: Peter Deutsch
- 1987: Das Mädchen mit den Feuerzeugen – Regie: Ralf Huettner
- 1988: Der Fluch – Regie: Ralf Huettner
- 1988: Fantomes en heritage – Regie: Juan Luis Buñuel (TV)
- 1989: Otto – Der Außerfriesische
- 1989: Das Collier
- 1989: Flaming Armadillo – Regie: Roger Burckhardt
- 1990: Sicher ist sicher – Regie: Peter Weck
- 1992: Andere Umstände – Regie: Bettina Woernle (TV)
- 1992: Tödlicher Stoff (Dalla notte all'alba) – Regie: Cinzia Torrini (TV)
- 1993: Liebe ist Privatsache – Regie: Sigi Rothemund
- 1995: Die neue Mordwaffe – Regie: G. Scholz
- 1996: Sommergeschichten – Regie: U. Limmer
- 1997: Dr. Stefan Frank – Der Arzt, dem die Frauen vertrauen: Verzeih mir, Monika
- 1999: Der Bulle von Tölz: Tod aus dem All